# Mujer comprada (telenovela mexicana)
Mujer comprada (también conocida internacionalmente como La fuerza del destino y Angélica) es una telenovela mexicana producida por Rafael Urióstegui para TV Azteca entre 2009 y 2010. Está basada en la telenovela homónima argentina escrita por Ligia Lezama, adaptada por Gabriel Santos, Jorge Patiño y Elvin Rivera. Además de ser la primera telenovela mexicana, en tocar abiertamente el tema del vientre de alquiler.
Está protagonizada por José Ángel Llamas en su regreso a la televisión mexicana y el lanzamiento estelar de Andrea Martí, con las participaciones antagónicas de Gabriela Vergara y Bernie Paz, con las actuaciones estelares del primer actor Héctor Bonilla, la primera actriz Saby Kamalich, Martha Mariana Castro, Erick Chapa, Matías Novoa y Cecilia Piñeiro, y la actuación especial de Montserrat Ontiveros.

## Sinopsis
Angélica, una mujer que alquila su vientre para una inseminación artificial a cambio de poder pagar la operación de su madre a Laura, rica, frívola y alcohólica, la cual se encuentra en el mismo hospital que Consuelo, madre de Angélica, por intento de suicidio, quien por ser estéril no puede darle un hijo a su esposo Miguel Ángel.
Así, Laura tiene el problema resuelto, pero algo se complicará en la vida de Angélica y apoyada por una amiga, consigue trabajo donde conocerá a Franco Rossi, quien se enamora de ella; ésta no puede corresponderle, pues conoce a Miguel Ángel, el hombre de quien lleva un hijo, y sin saber que es el padre, se ha enamorado de éste. 
El verdadero problema vendrá cuando "Angélica" se arrepienta de entregar a su hijo, pero sea obligada por la ley y aun así intente recuperarlo.
Angélica tiene una hermana llamada Francis quien está enamorada perdidamente de Daniel, novio de Angélica y con el cual ya tenían planes de boda pero este al enterarse de lo que hizo Angélica cancela sus planes y entra en el alcoholismo lo cual provoca que por la nostalgia se acueste con Francis y esta queda embarazada de él. Tiempo después, se casan.
Ofelia, es la tía de Angélica y Francis pero ella también se enamora perdidamente de Alfonso, un muchacho mucho más joven que ella, que resulta ser medio hermano de Miguel Ángel (hijo de Abelardo) y Franco (hijo de Giovanna), Esto provoca la desaprobación de la madre de Alfonso, Giovanna, la cual está casada con Abelardo, un antiguo amor de Ofelia que le dejó destrozado el corazón, y gracias a eso se mantuvo temerosa al amor mucho tiempo. Pero al conocer a Alfonso, que sin que ella lo sepa es el hijo de Abelardo, se da cuenta de lo que es el amor verdadero. Sin embargo Abelardo al encontrar no dejará de buscarla para demostrarle que ha cambiado y ésta le responde. Pero Alfonso, al encontrarlos besándose, huye de su casa y le ocurre un accidente, que  provoca que lo envíen al hospital. Luego de que salga, decide perdonar a Ofelia, pero no a su papá, Abelardo.
Mientras tanto, Laura hará todo lo posible para separar a Miguel Ángel y Angélica, y arrebatarles a "su" hija. 
Mientras que, por su parte, Susa y Cosme discuten, lo cual hace que ella se refugie en Germán, quién se enamora de ella, pero quien tiene un turbio pasado, por acostarse con Laura en las caballerizas, ya que trabajaba para los Díaz Lozano - Lombardi.

## Elenco
- Andrea Martí - Angélica Valdez
- José Ángel Llamas - Miguel Ángel Díaz-Lozano
- Gabriela Vergara - Laura Herrera
- Bernie Paz - Franco Rossi Lombardi/ Franco Díaz-Lozano Lombardi
- Saby Kamalich - Giovanna Lombardi de Díaz-Lozano
- Héctor Bonilla - Abelardo Díaz-Lozano
- Montserrat Ontiveros - Consuelo Valdez
- Martha Mariana Castro - Ofelia Valdez
- Erick Chapa - Alfonso Díaz-Lozano
- Miriam Higareda - Francisca "Francis" Valdez
- Rodrigo Cachero - Dr. Cosme Herrera
- Cynthia Rodríguez - Susana "Susa" Romero
- Luis Yeverino - Daniel
- Claudia Lobo - Regina López Vda. de Herrera
- Cecilia Piñeiro - Jenny
- Sandra Quiroz - Sofía
- Guillermo Quintanilla - Álvaro Herrera
- Patrick Fernández - Chícharo
- Matías Novoa - Germán
- Cristal Uribe - Silvia
- Luis Cárdenas - Bosco
- María José Rosado - Julia
- Tatiana del Real  - Tabata
- Francisco Porras - Javier
- Natalie Schumacher - Luisa
- Surya Macgregor - Lorena
- Patricia Vásquez - Mariana
- Víctor Luis Zúñiga - Mario
- Paco Mauri - Don Manuel
- Jessica Garza - Oriana
- José Carlos Rodríguez - Padre Lucas
- Rosario Zúñiga - Raquel

## Ficha técnica
- Productor Ejecutivo: Rafael Urióstegui
- Productor General: Myrna Ojeda
- Director 1.ª Unidad: Luis Vélez
- Director 2.ª Unidad: Mauricio Meneses
- Dirección de Cámaras: Luis Servando Reyes
- Director de Iluminación 1.ª Unidad: Ernesto Gil
- Director de Iluminación 2.ª Unidad: Ernesto García Sandoval
- Diseño de Vestuario: Guillermo Félix
- Director de Arte: Marisa Pecanins
- Idea Original: Ligia Lezama
- Adaptación: Gabriel Santos, Jorge Patiño, Elvin Rivera
- Edición Literaria: José Antonio Olvera
- Gerente de Producción: Guadalupe Chávez Rangel
- Gerente de Planificación: Marco López López
- Coordinador de Producción: Martin Garza Cisneros
- Edición y Posproducción: Perla Martínez, Mónica Rodríguez
- Música Original: Eduardo Olivares, Gabriel Chávez
- Musicalizador: Heriberto Sánchez

## Versiones
- Mujer comprada: Versión original producida por Raúl Lecuona para el Canal 11 de Buenos Aires (hoy Telefe) en 1986, protagonizada por Mayra Alejandra y Arturo Puig, y con la actuación antagónica de Cecilia Cenci.
- Kaderimin Yazıldığı Gün: Producida por O3 Medya para Star TV en 2014, protagonizada por Özcan Deniz y Hatice Şendil.
- Radi lyubvi ya vsyo smogu (Ради любви я всё смогу): Producida por Studio Palameda para el canal 1+1 en 2015, protagonizada por Kristina Kazinskaya y Kirill Dytsevich.